# Hamburg (Pennsylvania)
Hamburg is een plaats (borough) in de Amerikaanse staat Pennsylvania, en valt bestuurlijk gezien onder Berks County.

## Demografie
Bij de volkstelling in 2000 werd het aantal inwoners vastgesteld op 4114. In 2006 is het aantal inwoners door het United States Census Bureau geschat op 4197, een stijging van 83 (2,0%).

## Geografie
Hamburg ligt aan de rivier de Schuylkill.
Volgens het United States Census Bureau beslaat de plaats een oppervlakte van 5,2 km², waarvan 4,8 km² land en 0,4 km² water. Hamburg ligt op ongeveer 110 m boven zeeniveau.

## Plaatsen in de nabije omgeving
De onderstaande figuur toont nabijgelegen plaatsen in een straal van 12 km rond Hamburg.